# Філін Коський
Філін Коський (*Φιλίνος ο Κώος, бл. 282 до н. е. — після 256 до н. е.) — давньогрецький атлет, бігун на різні дистанції, багаторазовий переможець античних Олімпійських, Немейських, Істмійських та Піфійських ігор. загалом був переможцем 24 рази.

## Життєпис
Походив з острова Кос (можливо також з міста Кос). Є згадка, що він був учнем Нікандра (можливо Нікандра Елідського, двократного олімпійського чемпіону з бігу), що поєднував фізичні тренування з розвитком духовності та культури через прослуховування музики.
У 268 році до н. е. на 128-х Олімпійських іграх вперше виграв змагання з бігу на стадій (дромос). Того ж року виграє Істмійські ігри в бігу на цій же дисципліні. В подальшому Філін вигравав Істмійські ігри ще 10 разів (загалом 11).
У 264 році до н. е. на 129 Олімпійських іграх перемагає з дромосу та діаулосу (подвійного бігу на стадій). У 260 році до н. е. Філін виграв на 130-х Олімпійських іграх в дромосі й діаулосі. Таким чином став 5-разовим олімпіоніком.
Також Філін 4 рази вигравав Немейські ігри у дромосі, 4 рази — Піфійські ігри з бігу діаулосі. Остання згадка про Філіна відноситься до 256 року до н. е.